# Gare de Csillaghegy
La gare de Csillaghegy est une gare ferroviaire située dans le 3e arrondissement de Budapest en Hongrie. Elle est desservie par la ligne H5 du HÉV de Budapest.

## Situation ferroviaire
La gare est située à 9,2 kilomètres du terminus Batthyány tér, à une altitude de 106 mètres, au croisement des avenues Szentendrei, Ürömi et Mátyás király.

## Histoire
Elle a été inaugurée en 1913. Elle s'appelait anciennement Csillaghegy-Árpádfürdő.

## Service des voyageurs

### Intermodalité
Trois lignes de bus et de bus nocturnes sont en connexion avec cette gare.
- Réseau de bus BKV lignes 134, 160 et 219,
- Réseau nocturne de bus BKV lignes 923, 943 et 960.

## À proximité
Non loin de la gare se trouvent les Bains de Csillaghegy (Csillaghegyi Standfürdő) sur l'avenue Pusztakúti.